# Southern Province, Sierra Leone
Southern Province är en av tre provinser i Sierra Leone. Den är   till befolkning sett den minsta provinsen, vid folkräkningen 2015 hade Southern Province 1 441 308 invånare. Bo är administrativ huvudort.
Provinsen bildades vid Sierra Leones administrativa omorganisation 1920 då med Pujehun som huvudort. 1931 slogs Central Province ihop med Southern Province och Bo blev huvudort. Eastern Province separerades från Southern Province 1945.

## Administrativ indelning
Provinsen är indelad i fyra distrikt:
- Bo
- Bonthe
- Moyamba
- Pujehun

Dessa är i sin tur indelade i hövdingadömen.